# أندرو ريتشموند (لاعب كرة قدم)
أندرو ريتشموند (بالإنجليزية: Andrew Richmond) هو مدرب كرة قدم ولاعب كرة قدم بريطاني (وحمل سابقاً جنسية المملكة المتحدة لبريطانيا العظمى وأيرلندا) في مركز الظهير، ولد في 20 يناير 1882 في المملكة المتحدة. لعب مع نادي رينجرز.

## وصلات خارجية
- أندرو ريتشموند على موقع الاتحاد الإسكتلندي (الإنجليزية)
- أندرو ريتشموند على موقع قاعدة بيانات كرة القدم.إي يو (الإنجليزية)